# Сеньйора Асеро
«Сеньйора Асеро» (ісп. Señora Acero) — американський телесеріал 2014-2019 рр. у жанрі драми, криміналу, мелодрами та створений компаніями Telemundo Global Studios, Argos Comunicación. В головних ролях — Бланка Сото, Літсі, Хорхе Сарате, Хосе Луїс Ресендес, Лінкольн Паломеке, Кароліна Міранда, Луїс Ернесто Франко, Ана Люсія Домінгес, Габі Еспіно, Девід Чокарро, Пауліна Гайтан, Маурісіо Іслас.
Перша серія вийшла в ефір 23 вересня 2014 року.
Серіал має 5 сезонів. Завершився 387-м епізодом, який вийшов у ефір 29 січня 2019 року.
Режисер серіалу — Мігель Вароні, Рафа Лара, Хайме Сегура.
Сценарист серіалу — Хуан Мануель Андраде, Амаріс Паес.
21 лютого 2018 року Телемундо підтвердив, що серіал було продовжено на п'ятий сезон, запис якого розпочато 25 червня 2018 року.

## Сюжет
Це історія про молоду, веселу та щасливу жінку Сару, яка живе звичайним життям, працює перукарем у Гвадалахарі та виховує сина. Але тут Сара зустрічає людину Вісенте Асеро, яка кардинально змінює її життя. У день весілля її чоловіка вбивають мексиканські наркоторговці. Сарі вдається втекти. Повернувшись додому, Сара каже синові, що його батько помер. Але її чоловік не був простою людиною, як вона думала.

## Сезони
| Сезон | Епізоди | Епізоди | Оригінальний показ | Оригінальний показ | Оригінальний показ |
| Сезон | Епізоди | Епізоди | Перший показ       | Останній показ     | Мережа             |
| ----- | ------- | ------- | ------------------ | ------------------ | ------------------ |
| 1     | 73      | 73      | 23 вересня 2014    | 12 січня 2015      | Telemundo          |
| 2     | 75      | 75      | 22 вересня 2015    | 11 січня 2016      | Telemundo          |
| 3     | 93      | 93      | 19 липня 2016      | 5 грудня 2016      | Telemundo          |
| 4     | 77      | 77      | 6 листопада 2017   | 20 лютого 2018     | Telemundo          |
| 5     | 69      | 69      | 15 жовтня 2018     | 29 січня 2019      | Telemundo          |

## Аудиторія
| езон | Серії | Перший ефір           | Перший ефір        | Останній ефір       | Останній ефір      | Середня кількість глядачів (мільйони) |
| езон | Серії | Дата                  | Глядачі (мільйони) | Дата                | Глядачі (мільйони) | Середня кількість глядачів (мільйони) |
| ---- | ----- | --------------------- | ------------------ | ------------------- | ------------------ | ------------------------------------- |
| 1    | 73    | 23 вересня 2014 року  | -                  | 12 січня 2015 року  | 2,76               | -                                     |
| 2    | 75    | 22 вересня 2015 року  | 2,43               | 11 січня 2016 року  | 2,65               | -                                     |
| 3    | 93    | 19 липня 2016 року    | -                  | 5 грудня 2016 року  | -                  | -                                     |
| 4    | 77    | 6 листопада 2017 року | 1,77               | 20 лютого 2018 року | 1,84               | 1,37                                  |
| 5    | 69    | 15 жовтня 2018 року   | 1,39               | 29 січня 2019 р     | 1,27               | 1,04                                  |

## Актори та ролі
| Актори                                                  | Роль                     | Сезони | Сезони | Сезони | Сезони | Сезони |
| Актори                                                  | Роль                     | 1      | 2      | 3      | 4      | 5      |
| ------------------------------------------------------- | ------------------------ | ------ | ------ | ------ | ------ | ------ |
| Головні ролі                                            |                          |        |        |        |        |        |
| Бланка Сото                                             | Сара Агілар              | х      | х      |        |        |        |
| Літсі                                                   | Араселі Паніагуа         | х      | х      | х      |        |        |
| Даміан Альказар                                         | Вінсент Асеро            | х      |        | х      |        |        |
| Марко Перес                                             | Філіп Мурільо            |        |        |        |        |        |
| Хорхе Сарате                                            | Індіанець Амаро          | х      | х      | х      | х      |        |
| Россана Сан Хуан                                        | Маріана Уердо            | х      |        |        |        |        |
| Андрес Паласіос                                         | Еліодоро Флорес Тарсо    | х      |        |        |        |        |
| Ребекка Джонс                                           | Енрікета Сабідо          | х      |        |        |        |        |
| Хосе Луїс Ресендес, Вільям Міллер                       | Акаціо Мартінес          | х      | х      |        | х      | х      |
| Хосе Луїс Ресендес                                      | Альфредо Діас            |        | х      |        |        |        |
| Лінкольн Паломеке                                       | Мануель Кайседо          | х      | х      | х      |        |        |
| Алехандро Кальва                                        | Майкл Квінтанілья        | х      | х      |        |        |        |
| Кароліна Міранда                                        | Вісента Асеро            |        |        | х      | х      | х      |
| Луїс Ернесто Франко                                     | Деніел Філіпс            |        |        | х      | х      |        |
| Серхіо Гойрі                                            | Чучо Касарес             |        |        | х      |        |        |
| Лаура Флорес                                            | Едельміра Рігорес        |        |        | х      |        |        |
| Хосе Марія Торре                                        | Ларрі Перес              |        |        | х      |        |        |
| Ана Люсія Домінгес                                      | Марта Моніка             |        | х      | х      | х      | х      |
| Габі Еспіно                                             | Індіра Карденас          |        |        | х      | х      |        |
| Дієго Кадавід                                           | Хуліан Монтеро           |        |        |        | х      | х      |
| Девід Чокарро                                           | Альберт Фуентес          |        |        |        |        | х      |
| Пауліна Гайтан                                          | Летісія Морено           |        |        |        |        | х      |
| Маурісіо Іслас                                          | Гектор Руїс              |        |        |        |        | х      |
| Повторювані ролі                                        |                          |        |        |        |        |        |
| Аврора Гіл                                              | Хозефіна Агілар          | х      | х      | х      | х      | х      |
| Альберто Аньєзі                                         | Марсело Доріга           | х      | х      | х      | х      |        |
| Роберто Вольмут                                         | Роскас                   |        | х      | х      | х      |        |
| Роберто Вольмут                                         | Мудо                     | х      |        |        |        |        |
| Оскар Пріего                                            | Ерік Кінтанілья          |        | х      | х      | х      | х      |
| Едуардо Амер                                            | Беботе                   |        | х      | х      | х      | х      |
| Родріго Гірао Діас                                      | Маріо Касас              |        | х      | х      | х      |        |
| Алан Кастільо, Патрісіо Себастьян, Мішель Дюваль        | Сальвадор Асеро          | х      | х      | х      | х      | х      |
| Вілсон Фігередо, Габріель Сантойо, Маурісіо Енао        | Хосе Анхель Годой        | х      | х      | х      | х      |        |
| Лусіана Сільвейра                                       | Берта Агілар             | х      | х      |        |        |        |
| Валентина Акоста                                        | Міріам Годой             | х      | х      |        |        |        |
| Андрес Суно                                             | Плутарко                 | х      | х      |        |        |        |
| Кветцаллі Бульнес                                       | Алісія Рекехо            | х      | х      |        |        |        |
| Серхіо Лосано, Мартін Барба, Серхіо Лосано              | Хоакін Фернандес         | х      | х      |        |        |        |
| Алехандро Оліва                                         | Чамуко                   |        | х      | х      |        |        |
| Адріан Кью                                              | Тепо                     |        | х      | х      |        |        |
| Маріо Лорія                                             | Еріберто Рока            |        | х      |        | х      |        |
| Лурдес Реєс                                             | Каетана Акоста           |        | х      |        | х      |        |
| Астрід Ернандес                                         | Брісейда Монтеро         |        | х      |        | х      |        |
| Росаріо Суньїга                                         | Роза Санчес              |        |        | х      | х      |        |
| Ока Гінер, Саманта Сікейрос                             | Розаріо Франко           |        |        | х      | х      | х      |
| Нубія Марті                                             | Вікторія Філіпс          |        |        | х      | х      |        |
| Леон Пераза                                             | Домінго Альварадо        |        |        | х      | х      |        |
| Люсія Сілва                                             | Дебора Канісарес         |        |        | х      | х      |        |
| Марія Хосе Маган                                        | Андреа Доріга            |        |        | х      | х      |        |
| Хонатан Іслас                                           | Теколоте                 |        |        |        | х      | х      |
| Феліпе Бетанкур                                         | Асусена                  |        |        |        | х      | х      |
| Хейді Наварра                                           | Ксімена Ладрон де Гевари |        |        | х      | х      |        |
| Хессіка Сегура                                          | Аїда Франко              |        |        | х      | х      | х      |
| Хав'єр Ескобар                                          | Серхіо Мендоса           |        |        | х      | х      |        |
| Ліам Круз, Сантьяго Лей, Ніколас Чунга, Еміліано Суріта | Філіп Кінтанілья         | х      | х      | х      | х      | х      |
| Шаллім Ортіс                                            | Артур Санчес             |        |        | х      | х      |        |

## Нагороди та номінації
| Рік  | Нагорода          | Категорія                      | Номінант                              | Результат |
| ---- | ----------------- | ------------------------------ | ------------------------------------- | --------- |
| 2014 | People en Español | Теленовела року                | Сеньйора Асеро                        | Номінація |
| 2014 | People en Español | Головний герой                 | Андрес Паласіос                       | Номінація |
| 2014 | People en Español | Головна героїня                | Бланка Сото                           | Номінація |
| 2014 | People en Español | Злодій                         | Хорхе Сарате                          | Номінація |
| 2014 | People en Español | Злодійка                       | Ребекка Джонс                         | Номінація |
| 2014 | People en Español | Найкраща хімія                 | Бланка Сото, Андрес Паласіос          | Номінація |
| 2015 | Premios Tu Mundo  | Теленовела року                | Сеньйора Асеро                        | Номінація |
| 2015 | Premios Tu Mundo  | Головний герой                 | Андрес Паласіос                       | Номінація |
| 2015 | Premios Tu Mundo  | Головна героїня                | Бланка Сото                           | Номінація |
| 2015 | Premios Tu Mundo  | Злодій                         | Хосе Луїс Ресендес                    | Номінація |
| 2015 | Premios Tu Mundo  | Злодійка                       | Лусіана Сільвейра                     | Номінація |
| 2015 | Premios Tu Mundo  | Найкращий актор другого плану  | Артуро Барба                          | Номінація |
| 2015 | Premios Tu Mundo  | Злодій                         | Хорхе Сарате                          | Номінація |
| 2015 | Premios Tu Mundo  | Найкраща акторка другого плану | Літсі                                 | Номінація |
| 2015 | Premios Tu Mundo  | Злодійка                       | Ребекка Джонс                         | Номінація |
| 2015 | Premios Tu Mundo  | Найкращий заслужений актор     | Даміан Альказар                       | Номінація |
| 2016 | Premios Tu Mundo  | Теленовела року                | Сеньйора Асеро                        | Номінація |
| 2016 | Premios Tu Mundo  | Головна героїня                | Бланка Сото                           | Номінація |
| 2016 | Premios Tu Mundo  | Злодій                         | Хосе Луїс Ресендес                    | Номінація |
| 2016 | Premios Tu Mundo  | Улюблена героїня               | Бланка Сото                           | Номінація |
| 2016 | Premios Tu Mundo  | Злодійка                       | Лусіана Сільвейра                     | Номінація |
| 2016 | Premios Tu Mundo  | Злодійка                       | Розаріо Суніга                        | Номінація |
| 2016 | Premios Tu Mundo  | Злодій                         | Родріго Гірао                         | Перемога  |
| 2016 | Premios Tu Mundo  | Улюблений актор                | Лінкольн Паломеке                     | Перемога  |
| 2016 | Premios Tu Mundo  | Улюблений актор                | Маурісіо Енао                         | Номінація |
| 2016 | Premios Tu Mundo  | Улюблена акторка               | Ана Люсія Домінгес                    | Номінація |
| 2016 | Premios Tu Mundo  | Улюблена акторка               | Аврора Гіл                            | Номінація |
| 2016 | Premios Tu Mundo  | Улюблена акторка               | Літсі                                 | Номінація |
| 2016 | Premios Tu Mundo  | Ідеальна пара                  | Бланка Сото, Лінкольн Паломеке        | Номінація |
| 2016 | Premios Tu Mundo  | Ідеальна пара                  | Літсі, Альберто Аньєзі                | Номінація |
| 2016 | Premios Tu Mundo  | Відкриття року                 | Мішель Дюваль                         | Номінація |
| 2017 | Premios Tu Mundo  | Теленовела року                | Сеньйора Асеро                        | Номінація |
| 2017 | Premios Tu Mundo  | Головна героїня                | Луїс Ернесто Франко                   | Номінація |
| 2017 | Premios Tu Mundo  | Головний герой                 | Кароліна Міранда                      | Номінація |
| 2017 | Premios Tu Mundo  | Улюблена акторка               | Габі Еспіно                           | Номінація |
| 2017 | Premios Tu Mundo  | Злодій                         | Хосе Марія Торре                      | Номінація |
| 2017 | Premios Tu Mundo  | Улюблений актор                | Мішель Дюваль                         | Номінація |
| 2017 | Premios Tu Mundo  | Ідеальна пара                  | Кароліна Міранда, Луїс Ернесто Франко | Номінація |